# Quinçay
Quinçay ist eine französische Gemeinde mit 2.113 Einwohnern (Stand: 1. Januar 2022) im Département Vienne in der Region Nouvelle-Aquitaine. Quinçay gehört zum Arrondissement Poitiers und zum Kanton Vouneuil-sous-Biard (bis 2015: Kanton Vouillé). Die Einwohner werden Quincéen(ne)s genannt.

## Geographie
Quinçay liegt etwa zehn Kilometer westlich von Poitiers am Ufer des Flusses Auxance. Umgeben wird Quinçay von den Nachbargemeinden Cissé im Norden, Migné-Auxances im Nordosten, Pouzioux-La-Jarrie im Osten, Béruges im Süden sowie Vouillé im Westen.
Am Nordrand der Gemeinde führt die Route nationale 149 entlang.

## Bevölkerungsentwicklung
| Jahr      | 1962 | 1968 | 1975 | 1982 | 1990 | 1999 | 2006 | 2012 |
| Einwohner | 736  | 709  | 862  | 1216 | 1564 | 1663 | 2105 | 2219 |

## Sehenswürdigkeiten

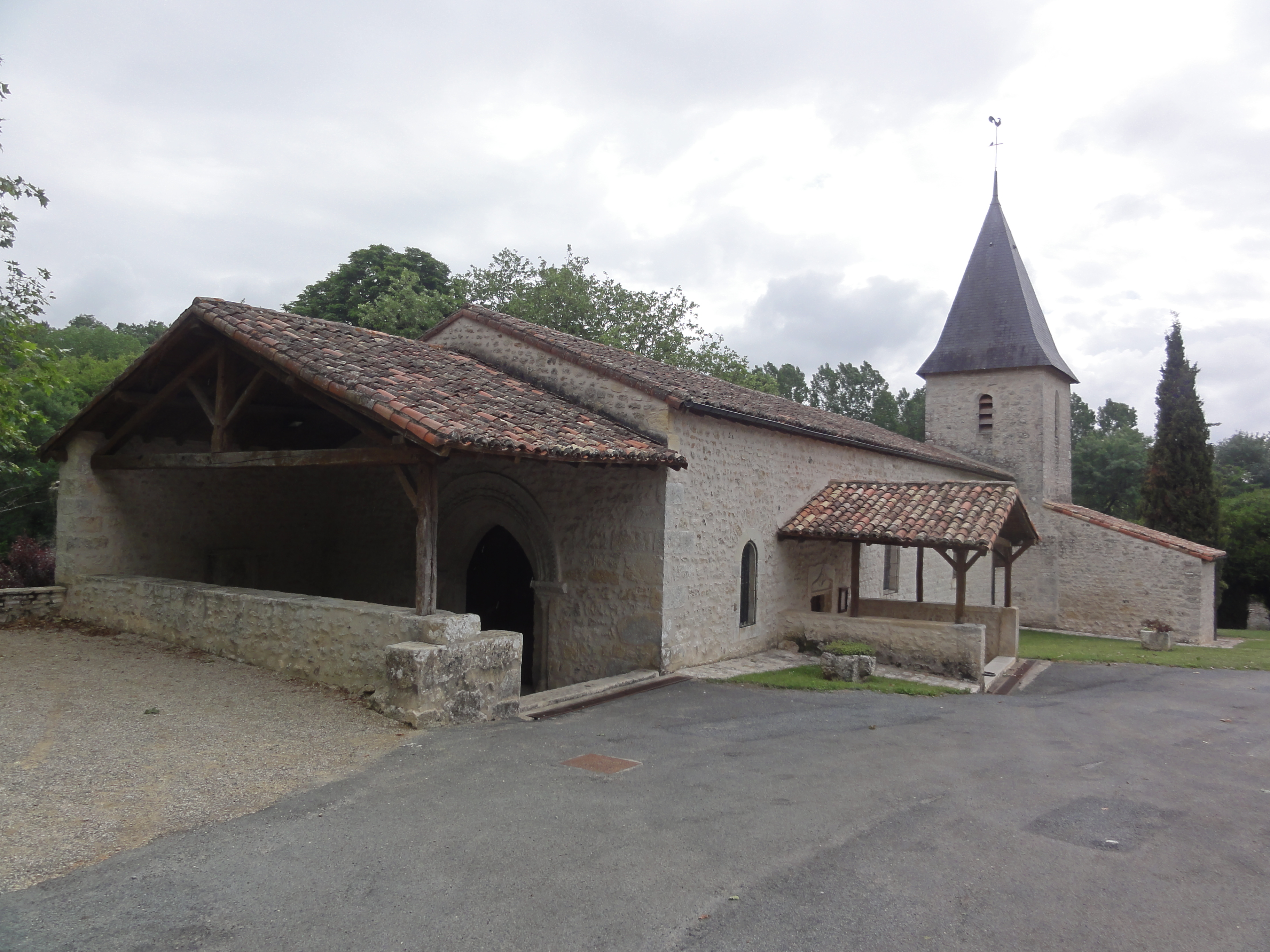
Kirche Saint-Éleusippe

- Kirche Saint-Éleusippe, Monument historique seit 1926
- Schloss Masseuil aus dem 15. Jahrhundert, seit 1963 Monument historique
- Haus Pré-Bernard, seit 1990 Monument historique
- Brunnen von Ringère
- Waschhaus

## Gemeindepartnerschaften
Seit 1976 ist die belgische Gemeinde Warnant in Wallonien Partnergemeinde von Quinçay.

## Meteorit
1851 fiel bei Quincay ein 65 Gramm schwerer Steinmeteorit zur Erde. Der Meteorit wurde später als Typ L6 klassifiziert.